# Köpi

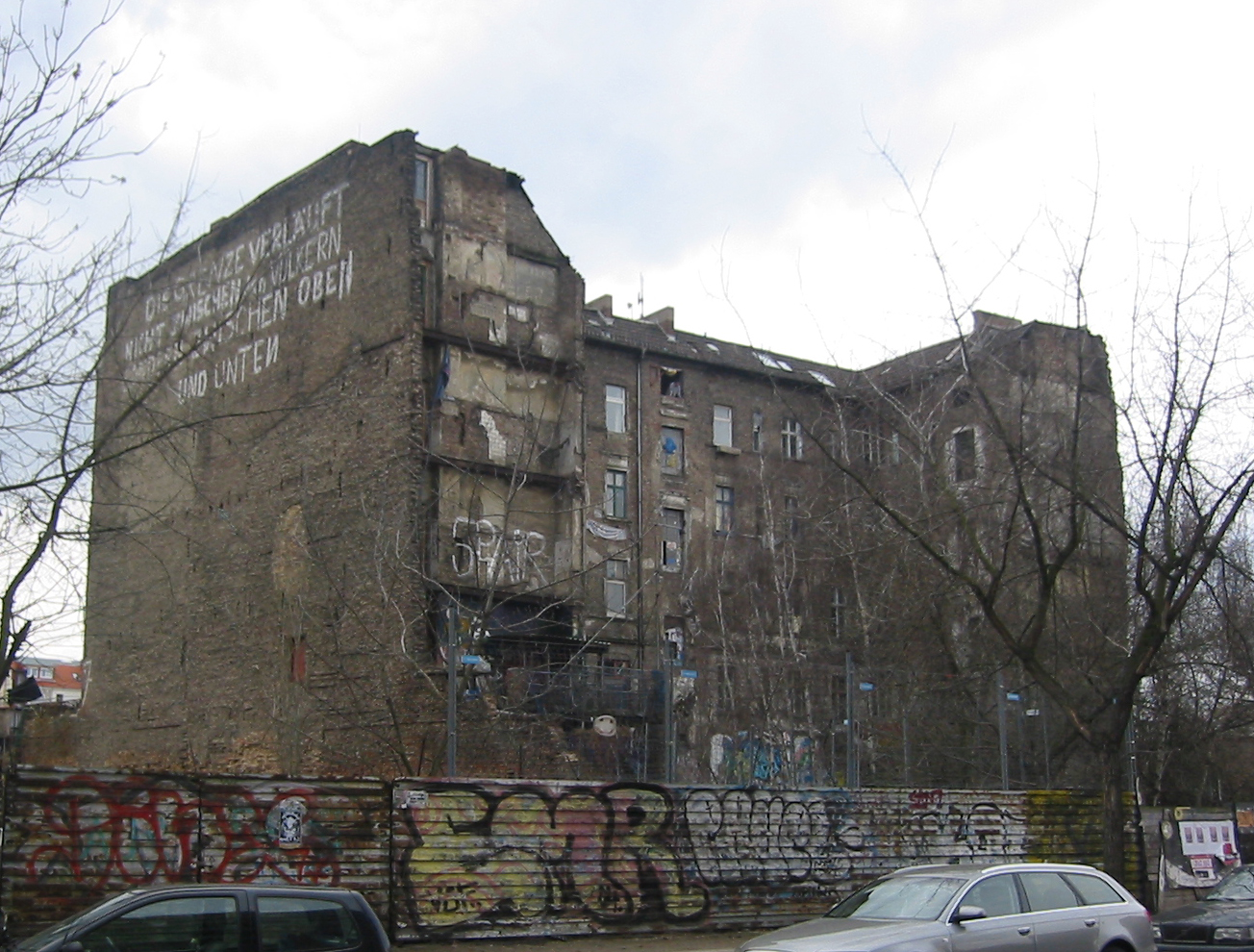
Köpenicker Straße 137, 2006. An der östlichen – auf diesem Foto freien – Seite steht seit 2009 eine Bauruine

Die Köpi (auch Køpi) ist ein 1990 besetztes und 1991 legalisiertes Haus in der Köpenicker Straße 137 im Berliner Ortsteil Mitte, das heute als autonomes Wohnprojekt und Kulturzentrum genutzt wird. Der Garten wurde bis zur polizeilichen Räumung im Oktober 2021 als Wagenplatz verwendet.

## Allgemeines
Das heute noch bestehende Gebäude ist ein fünfgeschossiges, ehemaliges Hinterhaus mit Resten von zwei Seitenflügeln. Die Grundstücksfläche des Hauses beträgt 1904 m². Da das Gebiet vom Stadtplanungsamt Mitte als „Mischgebiet“ ausgewiesen ist, sind bis zu 50 Prozent gewerbliche Nutzung möglich.
Auf dem Gebäude war die Aufschrift „Die Grenze verläuft nicht zwischen den Völkern, sondern zwischen oben und unten“ in metergroßer Schrift auf Höhe der obersten Etage bis zur Errichtung eines benachbarten Neubaus sichtbar. Die Köpi ist international ähnlich bekannt wie das im März 2007 abgerissene Ungdomshuset in Kopenhagen.
Nach der Renovierung durch die Besetzer ist Wohn- und Lebensraum für rund 60 Personen sowie diverse Veranstaltungsräume vorhanden. Laut Polizeiangaben sind lediglich 29 Bewohner gemeldet.

## Geschichte

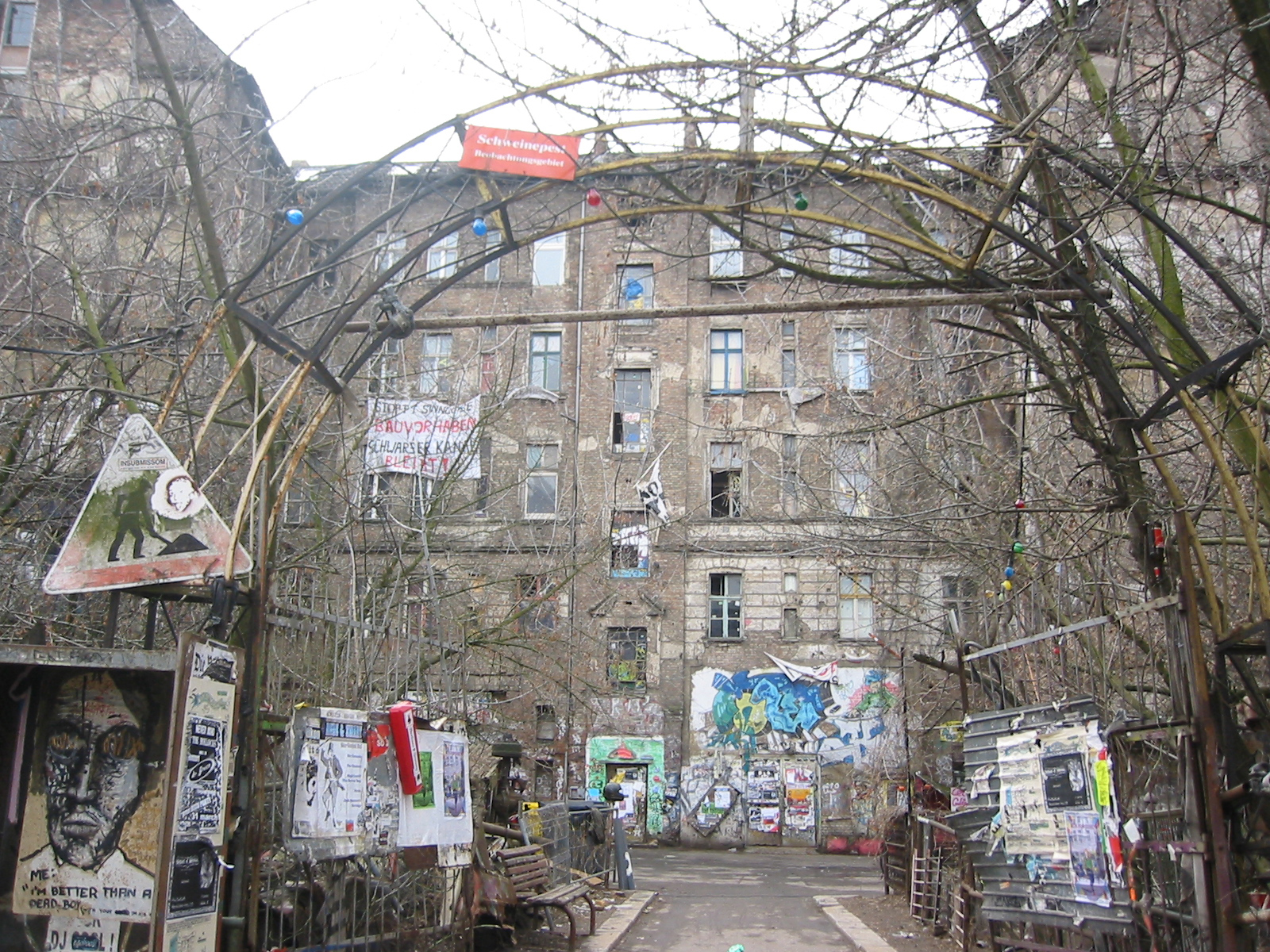
Hofeinfahrt der Köpi

Im Jahr 1905 wurde das Gründerzeit-Gebäude von einem jüdischen Bauherrn errichtet. 1934 wechselte das Haus den Eigentümer. In der DDR war das Gebäude Volkseigentum, nach der politischen Wende wurde das Grundstück dem ehemaligen Eigentümer rückübereignet.

### Besetzung und Legalisierung
Kurze Zeit nach dem Mauerfall wurden leerstehende Häuser in Ost-Berlin – auch von West-Berlinern – besetzt. Am 23. Februar 1990 besetzten sie das Haus in der Köpenicker Straße 137, das kurz zuvor entmietet worden war und abgerissen werden sollte. Weder die Kommunale Wohnungsverwaltung (KWV) als Verwalter des Hauses noch die Ost-Berliner Polizei gingen gegen die Besetzung vor.
Nach der endgültigen Vereinigung erfolgten die ersten Räumungen in Ost-Berlin. Als Reaktion auf die heftigen Straßenschlachten bei der Räumung der Mainzer Straße rief der Bezirk Mitte einen Runden Tisch ein, der eine Legalisierung der Besetzungen erreichen sollte. Im Sommer 1991 wurde die Köpi durch den Abschluss eines Vorvertrages zwischen Bewohnern und der Wohnungsbaugesellschaft Berlin Mitte mbH (WBM), als Nachfolger der KWV, legalisiert. Dieser Vorvertrag umfasste alle gemeinschaftlich bzw. gewerblich genutzten Räume der Köpenicker Straße 137 und beinhaltete die bauliche Selbsthilfe und Einzelmietverträge.
Im gleichen Jahr entstand in der Nähe das autonome Wohnprojekt Schwarzer Kanal. Am 1. Mai 1993 übernahm die Gesellschaft für Stadtentwicklung (GSE) im Auftrag der WBM die Verwaltung der Köpenicker Straße 137. Die Einzelmietverträge wurden mit der GSE abgeschlossen.

### Rückübertragung
Das Gebäude wurde 1995  an Volquard Petersen rückübertragen. Ab dem 1. Oktober 1995 übernahm die Petersen und Partner KG die Verwaltung im Auftrag des neuen Besitzers. Ein Jahr darauf wurde der Köpi fristlos gekündigt und die Bewohner wurden aufgefordert, das Haus innerhalb einer Woche zu verlassen. Nachdem die Bewohner auch auf eine zweite Kündigung zum November 1996 nicht reagierten, reichte die Petersen und Partner KG im Dezember 1996 eine Räumungsklage beim Amtsgericht Berlin-Tempelhof ein. Dieses erklärte sich allerdings zunächst für nicht zuständig, und schließlich wurde die Klage abgewiesen.
Der Grund für die fristlose Kündigung waren die Baupläne der Petersen und Partner KG, die auf dem Grundstück ein Bürogebäude mit Tiefgarage errichten und das Hinterhaus modernisieren wollte. Obwohl die Baugenehmigungen vom Bezirk Mitte vorlagen, wurden sie nicht genutzt, da Petersen Insolvenz anmelden musste.

### Zwangsversteigerungen und Teilräumung
Eine Zwangsverwaltung des Objektes im April 1998 scheiterte. Auf Antrag der Gläubigerbanken der Petersen und Partner KG sollte die Köpenicker Straße 137 und die umliegenden Gelände am 16. Februar 1999 zwangsversteigert werden. Bei der Versteigerung im Amtsgericht Mitte fand sich jedoch kein Interessent. Eine weitere Versteigerung am 2. November 1999 wurde wegen Mangel an Interessenten abgesagt.

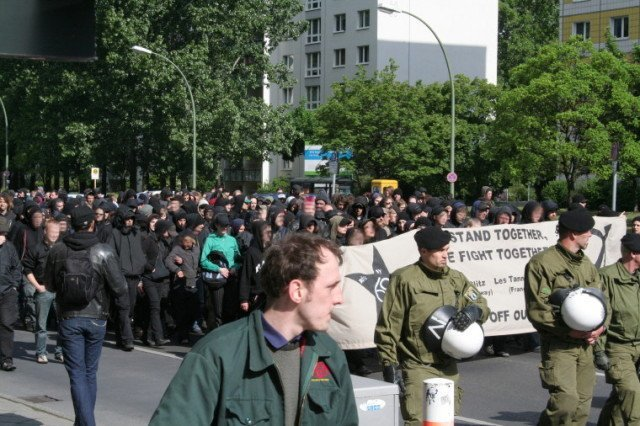
Demonstration am 8. Mai 2007 gegen den Verkauf

Im Jahr 2006 stellte die Commerzbank beim Amtsgericht einen erneuten Antrag auf Zwangsversteigerung. Das Grundstück gilt aufgrund seiner Lage an der Spree in der Nähe des Ostbahnhofs als äußerst attraktiv. Als Umlaufwert wurden 1,67 Millionen Euro für das Hauptgrundstück und insgesamt 1,815 Millionen Euro für das in drei Versteigerungsposten aufgeteilte Wagenplatz-Gelände festgelegt. Am 8. Mai 2007 gegen 9 Uhr wurde die Köpenicker Straße 137 für das geringste Gebot von rund 835.000 Euro verkauft. Im Vorfeld und am Tag der Versteigerung fanden Kundgebungen und Demonstrationen gegen die Versteigerung der Köpi und eine dadurch drohende Räumung statt.
Nach Verhandlungen der Bewohner und ihres Anwalts wurde im März 2008 mit dem Käufer ein Mietvertrag über 30 Jahre ausgehandelt. Dieser hatte die Immobilie zwar im Auftrag eines Berliner Immobilienentwicklers gekauft, war jedoch zur Unterschrift des Mietvertrags berechtigt.
Am 1. September 2010 gaben die Bewohner bekannt, dass die Commerzbank erneut plant, das Haus zu versteigern. Am 28. Februar 2013 wurde ein Teil der Wagenburg an der Köpi von der Commerzbank für 405.000 Euro versteigert. Käufer war die Startezia GmbH mit Sitz in Moers, eine Tochter-GmbH des vorherigen Besitzers (Novum Köpenicker Straße 133–138 GmbH & Co. KG). Ein weiterer Teil des Wagenplatzes wurde bei einer weiteren Versteigerung am 6. August 2013, gestört durch Aktionen aus dem Köpi-Umfeld, ebenfalls an die Startezia GmbH verkauft.
Am 15. Oktober 2021 wurde die Wagenburg unter Polizeieinsatz geräumt, nachdem ein Gericht zuvor dies auf Antrag des Eigentümers anordnete. Am Abend demonstrierte die linksautonome Szene dagegen und es kam zu gewalttätigen Ausschreitungen rund um die Köpenicker Straße. Bis zu 8000 Personen nahmen an der Demonstration teil.
2023 kündigte die Eigentümerin den Mietvertrag für ein Nebengebäude vorzeitig und klagte dann auf die Räumung, nachdem die Mieter nicht ausgezogen waren. Das Landgericht Berlin wies die Klage im Dezember 2024 ab.